# Мария Орская
Мария Орская (настоящее имя Рахиль Абрамовна Блиндерман; 16 марта 1893, Николаев — 16 мая 1930, Вена) — актриса театра и кино. Свободно владела польским, немецким и русским языками.

## Биография
Родилась 16 марта 1893 года в Николаеве, в семье выпускника юридического отделения Императорского Новороссийского университета, кандидата права Абрама Моисеевича Блиндермана (1852—1918), который стал впоследствии присяжным поверенным, юрисконсультом Общества судостроительных, механических и литейных заводов и гласным Николаевской городской думы. Мать — Августина Бернгардовна Блиндерман (урождённая Франкфуртер; 1863, Альбион, Нью-Йорк — 1928, Вена), с детского возраста жила с родителями в Одессе. Сводный брат — авиатор, писатель и драматург Осип Абрамович Блиндерман. У неё были также брат Эдвин (15 ноября 1895 — 1966) и сестра Габриэла (1899—1926). Семье принадлежал доходный дом Блиндермана на Центральном проспекте, а также дача по дороге от Воловьего двора к Спасску, № 17 в Николаеве. В Николаеве жил и её дед со стороны отца — богоявленский купец Моисей Абрамович Блиндерман.
Перед Первой мировой войной переехала в Варшаву, а оттуда, после оккупации немецкой армией Вены[что?] в 1915 году, в Берлин.
В Берлине работала с Максом Рейнхардтом. Вышла замуж за барона Ханса фон Бляйхрёдера-младшего (1888—1938) — из еврейской банкирской династии, внука банкира Герсона фон Бляйхрёдера. Тем самым, она приняла имя баронессы фон Бляйхрёдер. Они развелись в 1925 году.
В 1920 году имела огромную популярность в Центральной Европе. Её фотографии появлялись на обложках журналов, а портреты — на открытках.
16 мая 1930 года в Вене совершила самоубийство. Существует версия, что на последние годы её жизни оказывало влияние пристрастие к морфину.

## Семья
- Двоюродная сестра — актриса Хедда Форстен[нем.] (1897—1933), дядя — импресарио Ойген Франкфуртер (?—1922)[8].
- Дядя (муж младшей сестры матери Отиллии, 1866, Цинциннати — 1951, Нью-Йорк) — Моисей Акимович Тарнополь (? — 1938, Париж), одесский литератор и переводчик, ему с братьями принадлежали спаренные дома № 78 по улице Канатной и № 38 по улице Пантелеймоновской в Одессе, выстроенные по проекту Ф. А. Троупянского[9][10]. Их дети Александр (1889—1983) и Григорий (1891—1979) завещали обширную семейную коллекцию живописи нью-йоркскому Метрополитен-музею.

## Фильмография
- 1915 — Dämon und Mensch
- 1915/1916 — Das tanzende Herz
- 1916 — Die Sektwette
- 1916 — Der lebende Tote
- 1916 — Der Sumpf
- 1916 — Das Geständnis der grünen Maske
- 1916 — Adamants letztes Rennen
- 1917 — Die schwarze Loo
- 1920 — Die letzte Stunde. Der Tag eines Gerichtes in 5 Verhandlungen
- 1920/1921 — Die Bestie im Menschen
- 1920/1921 — Der Streik der Diebe
- 1922 — Opfer der Leidenschaft
- 1922/1923 — Fridericus Rex. 3. Sanssouci